# 張祐 (明)
張 祐（ちょう ゆう、生年不詳 - 1532年）は、明代の軍人。字は天祐。本貫は広州府。

## 生涯
幼くして学問を好み、文章を作ることができた。成長すると、その身長は8尺あり、その知識は常人より優れていた。弘治年間、張祐は世襲により広州右衛指揮使となった。19歳で両広総督の潘蕃に従い、南海県の禤元祖の乱を討ち、軍の先頭に立って功績を挙げた。
1507年（正徳2年）、張祐は都指揮僉事の代行に抜擢され、徳慶県と瀧水県を守備した。総督の林廷選に召し出されて中軍となり、事の大小なく諮問された。恵州府と潮州府を守備し、反乱の首領の劉文安・李通宝の根拠地を直撃し、これを平定した。広西右参将に転じ、柳州府と慶遠府を分守した。総督の陳金が府江の反乱軍を討つことになると、沈沙口に進軍するよう張祐に命じ、張祐はその命に従って反乱軍を撃破した。1518年（正徳13年）、俸一等を加増され、副総兵に抜擢されて、広西に駐屯した。ほどなく都督僉事の代行に進んだ。
古田県の瑶族や僮族たちが反乱を起こした。張祐は「先年の征討では両江の現地兵が活躍しましたが、功労に報いる褒賞がありませんでした。今は多分に期を失しておりますが、手厚い賞賜を定められますようお願いします」と言上し、正徳帝に聞き入れられた。1520年（正徳15年）、張祐は都指揮の沈希儀らを率いて臨桂県・灌陽県の瑶族たちを討ち、500人あまりを斬首した。さらに古田県の反乱軍を連破して、4700人を捕斬し、都督同知の代行に進んだ。まもなく洛容県・肇慶府・平楽府の少数民族の乱を討って鎮圧した。
1522年（嘉靖元年）、母が死去したため、張祐は喪に服し、骨の立つまで哀毀した。ほどなく病のため帰休を請願し、広州右衛に帰った。
かつて上思州土目の黄鏐が反乱を起こすと、張祐はその仲間の黄廷宝の身柄を金で買って捕縛し、献上した。総督の張嵿は張祐が正直でないのを憎んで、張祐が悪党を手懐けて難を避けていると弾劾した。1525年（嘉靖4年）、このため張祐は逮捕されて、徳慶の獄に繋がれた。たびたび上書して冤罪を訴え、釈放されたが蟄居させられた。1527年（嘉靖6年）、田州で盧蘇・王受の乱が起こると、総督の姚鏌が張祐を軍中に召し出して、賓客の礼で待遇した。張祐は姚鏌を補佐した。後に王守仁が姚鏌に代わって総督となると、反乱軍を説得して帰順させるのと、掃討するのと、どちらが良いか諮問した。張祐は「夷をもって夷を治めさせ、兵を煩わせずに下すのがよろしいでしょう」と答えた。王守仁はこれを聞き入れ、盧蘇・王受を帰順させた。王守仁は盧蘇・王受の衆を分割して統御するよう張祐に命じた。王守仁が張祐を副総兵に推挙し、嘉靖帝に聞き入れられた。張祐は封川県の盤古子の乱を破り、さらには広東会寧の劇賊の丘区長らを掃討して1200人を斬首し、大隆山に銘を刻ませた。
1532年（嘉靖11年）、楊春の趙林花の反乱軍が高州府を攻め落とすと、総督の陶諧は張祐に命じて討伐させた。張祐は深入りして、多くを捕斬した。軍中で危篤に陥り、死去した。